# Kwintus Sutoriusz Makron
Kwintus Sutoriusz Makron (Quintus Naevius Cordus Sutorius Macro) – prefekt pretorianów w latach 31–38. Odegrał istotną rolę w wykryciu spisku i aresztowaniu Sejana, pomógł Kaliguli w objęciu władzy po Tyberiuszu, Tacyt i Swetoniusz napisali, że stał za śmiercią Tyberiusza.